# Stromec
Stromec (biał. Страмец, Stramiec; ros. Стромец, Stromiec) – wieś na Białorusi, w obwodzie brzeskim, w rejonie janowskim, w sielsowiecie Odryżyn.

## Historia
W dwudziestoleciu międzywojennym futor Stromec leżał w Polsce, w województwie poleskim, w powiecie drohickim, w gminie Odryżyn.
Po II wojnie światowej w granicach Związku Radzieckiego. Od 1991 w niepodległej Białorusi.